# Zenildo Lima da Silva
Zenildo Lima da Silva (Manaus, 14 de outubro de 1968) é um prelado brasileiro da Igreja Católica, atual vice-presidente da Conferência Eclesial da Amazônia e bispo auxiliar de Manaus.

## Biografia
Ingressou no seminário em 18 de fevereiro de 1989. Cursou filosofia e teologia no então Centro de Estudos do Comportamento Humano (Ceneschi), em Manaus, de 1989 a 1995.
Foi ordenado diácono em 19 de março de 1996 e recebeu a ordenação presbiteral em 4 de agosto do mesmo ano,  sendo incardinado na Arquidiocese de Manaus.
É mestre em teologia, com especialização em teologia dogmática, pela Pontifícia Universidade Gregoriana de Roma, onde estudou de 1998 a 2000. O mestrado foi reconhecido pela Pontifícia Universidade Católica do Rio de Janeiro (PUC-Rio).
Em sua atuação pastoral, foi coordenador paroquial da paróquia Cristo Libertador, em Manaus entre 1993 e 1994 e da paróquia de Santa Luzia da Matinha, em Manaus, de 1995 a 1996. Também foi pároco das paróquias de São Lázaro (1997-1998), Santa Cruz (2000-2002), Nossa Senhora Auxiliadora (2003-2005) e São Raimundo, em duas oportunidades, entre 2007 e 2011 e entre 2015 e 2016. Coordenou a Pastoral Vocacional da arquidiocese e do Regional Norte 1 da Conferência Nacional dos Bispos do Brasil (1995 – 1996), bem como a Pastoral Presbiteral nos âmbitos arquidiocesano e Regional (1997-1998).
Foi secretário da Comissão Nacional de Presbíteros (CNP), de 2004 a 2008, e diretor do Instituto de Teologia, Pastoral e Ensino Superior da Amazônia (ITEPES), antigo Ceneschi, entre 2006 e 2013. De 2012 a 2015, foi secretário executivo do Regional Norte 1 da CNBB. Entre 2018 e 2022, foi vice-presidente da Organização dos Seminários e Institutos do Brasil (Osib). Desde 2016, é reitor do Seminário Arquidiocesano São José. Até 2023, foi membro do Conselho Presbiteral e do Colégio de Consultores da arquidiocese de Manaus. Em 11 de agosto de 2023, foi eleito 1º vice-presidente da Conferência Eclesial da Amazônia, em substituição a Dom Frei Leonardo Ulrich Steiner, O.F.M..
Em 27 de setembro de 2023, o Papa Francisco o nomeou como bispo auxiliar de Manaus, atribuindo a sé titular de Maraguia. A ordenação episcopal ocorreu no encerramento do 5º Congresso Missionário Nacional, dia 15 de novembro, em Manaus, pelo cardeal arcebispo de Manaus, Leonardo Ulrich Steiner, O.F.M., coadjuvado por Roque Paloschi, arcebispo de Porto Velho e por Gutemberg Freire Régis, C.Ss.R., prelado emérito de Coari.